# Habenaria anaphysema
Habenaria anaphysema är en orkidéart som beskrevs av Heinrich Gustav Reichenbach. Habenaria anaphysema ingår i släktet Habenaria och familjen orkidéer. Inga underarter finns listade i Catalogue of Life.